# Christopher Bartley
Christopher Roger Bartley –conocido como Chris Bartley– (Wrexham, 2 de febrero de 1984) es un deportista británico que compitió en remo.
Participó en dos Juegos Olímpicos de Verano, obteniendo una medalla de plata en Londres 2012, en la prueba de cuatro sin timonel ligero, y el séptimo lugar en Río de Janeiro 2016, en la misma prueba.
Ganó cinco medallas en el Campeonato Mundial de Remo entre los años 2007 y 2014, y dos medallas de plata en el Campeonato Europeo de Remo, en los años 2014 y 2016.

## Palmarés internacional
| Juegos Olímpicos   | Juegos Olímpicos          | Juegos Olímpicos  | Juegos Olímpicos          |
| Año                | Lugar                     | Medalla           | Prueba                    |
| ------------------ | ------------------------- | ----------------- | ------------------------- |
| 2012               | Londres (Reino Unido)     | Medalla de plata  | Cuatro sin timonel ligero |
| Campeonato Mundial |                           |                   |                           |
| Año                | Lugar                     | Medalla           | Prueba                    |
| 2007               | Múnich (Alemania)         | Medalla de bronce | Cuatro scull ligero       |
| 2010               | Cambridge (Nueva Zelanda) | Medalla de oro    | Cuatro sin timonel ligero |
| 2011               | Bled (Eslovenia)          | Medalla de bronce | Cuatro sin timonel ligero |
| 2013               | Chungju (Corea del Sur)   | Medalla de bronce | Cuatro sin timonel ligero |
| 2014               | Ámsterdam (Países Bajos)  | Medalla de bronce | Cuatro sin timonel ligero |
| Campeonato Europeo |                           |                   |                           |
| Año                | Lugar                     | Medalla           | Prueba                    |
| 2014               | Belgrado (Serbia)         | Medalla de plata  | Cuatro sin timonel ligero |
| 2016               | Brandeburgo (Alemania)    | Medalla de plata  | Cuatro sin timonel ligero |